# Melasina nota
Melasina nota är en fjärilsart som beskrevs av Edward Meyrick 1919. Melasina nota ingår i släktet Melasina och familjen säckspinnare. Inga underarter finns listade i Catalogue of Life.